# فرانشيسكو خافيير سيمونت
فرانشيسكو خافيير سيمونت (بالإسبانية: Francisco Javier Simonet)‏ (1244 - 1315 هـ / 1 يُونيو 1829 - 9 يُوليو 1897 م) هو مستشرق إسباني عني خصوصا بتاريخ غرناطة.